# Neckera hedbergii
Neckera hedbergii là một loài rêu trong họ Neckeraceae. Loài này được P. de la Varde mô tả khoa học đầu tiên năm 1955.